# Dentex tumifrons
Cá tráp vàng (Danh pháp khoa học: Dentex tumifrons, đồng nghĩa: Evynnis tumifrons, danh pháp trước đây: Taius tumifrons) là một loài cá biển trong họ cá tráp Sparidae thuộc bộ cá vược Perciformes phân bố ở Triều Tiên, Nhật Bản, Trung Quốc và Việt Nam. Chúng còn được gọi là cá bánh đường ba chấm, cá hanh vàng, tên tiếng Anh là Seabream, Yellow black seabream. Đây là loài cá có giá trị kinh tế và được khai thác quanh năm.

## Đặc điểm
Cá có kích cỡ từ 160- 280mm. Thân cao và dẹp hai bên đủ lớn. Lưng và nửa trên 2 thân màu vàng và da cam đến nâu, phần dưới bụng màu sáng bạc. Có 3 đốm vàng trên lưng, đốm thứ nhất nằm ở gốc vây lưng, vây đuôi, vây hậu môn và vây lưng màu vàng da cam đến đỏ.
Cá này có viền đầu xiên, mắt tương đối lớn nằm gần viền mắt. Vây lưng đơn lẻ, có 12 tia cứng và 10 tia mềm, không có tia cứng kéo dài thành dạng sợi, tia thứ 3 đến tia thứ 5 dài nhất, vây hậu môn có 3 tia cứng và 8 tia mềm, tia thứ nhất dài bằng tia thứ 2, tia thứ 2 dài bằng hoặc dài hơn chút tia thứ 3, vây đuôi phân thuỳ.